# Élections législatives japonaises de 1917
Les élections législatives japonaises de 1917 (第13回衆議院議員総選挙, Dai-jusan Shūgiin Giinsōsenkyō) sont les treizièmes organisées après l'avénement de l'empire du Japon et ont pour but d'élire les membres de la chambre des représentants de la Diète du Japon. Elles ont lieu le 20 avril 1917.
Le Rikken Seiyūkai, mené par le premier ministre Terauchi Masatake, domine le Kenseikai (l'ancien Rikken Dōshikai) et obtient une majorité de sièges à la Diète.

## Résultats

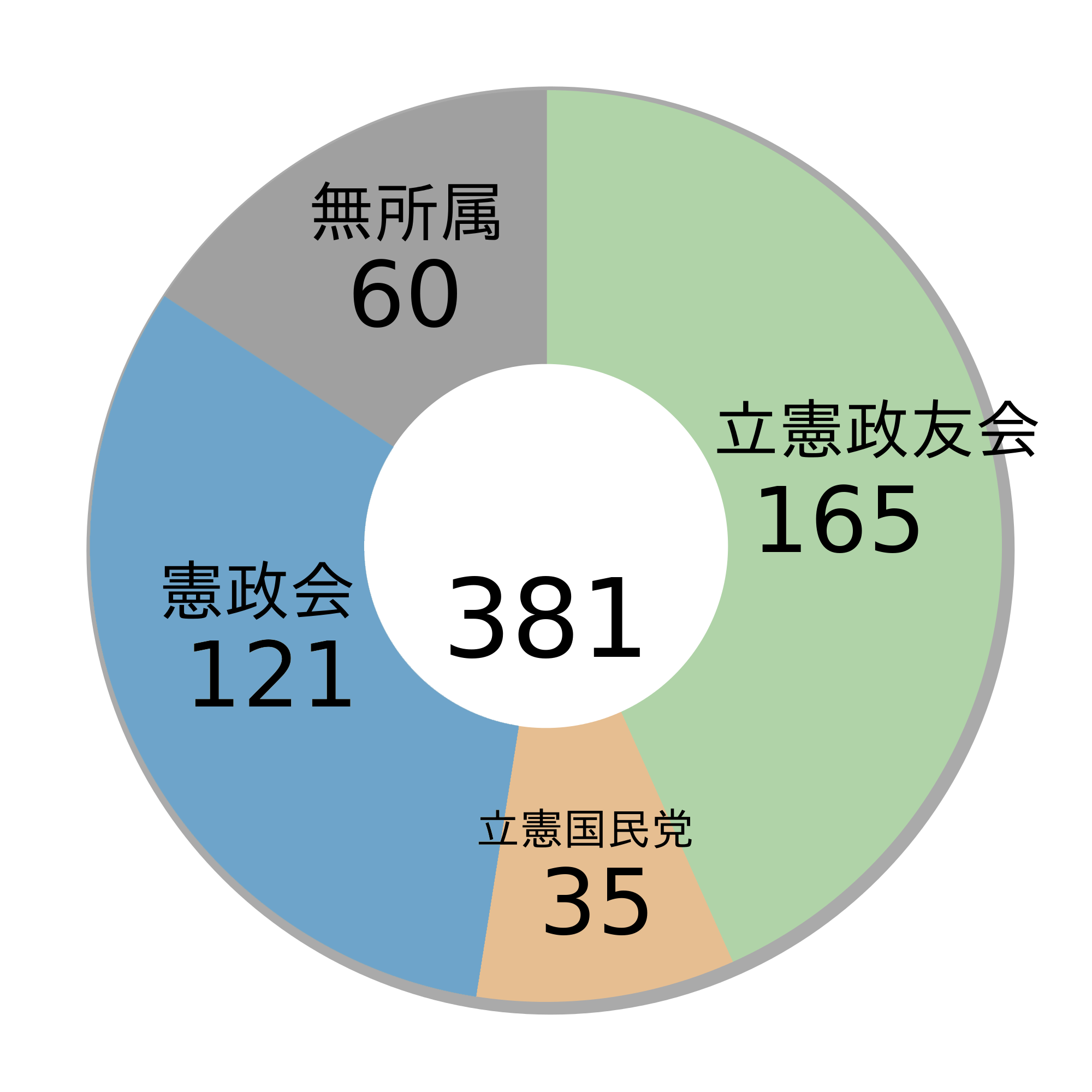

| Partis politiques             | Sièges |
| ----------------------------- | ------ |
| Rikken Seiyūkai (立憲政友会)  | 0165   |
| Rikken Kokumintō (立憲国民党) | 035    |
| Kenseikai (憲政会)            | 0121   |
| Indépendants (無所属)         | 060    |
| Total                         | 0381   |